# Silda (Vågsøy)
Silda ist eine Insel in der nach ihr benannten Bucht Sildegap in der norwegischen Fylke (Provinz) Vestland. Sie gehört verwaltungstechnisch zur Kommune Kinn.

## Geographie

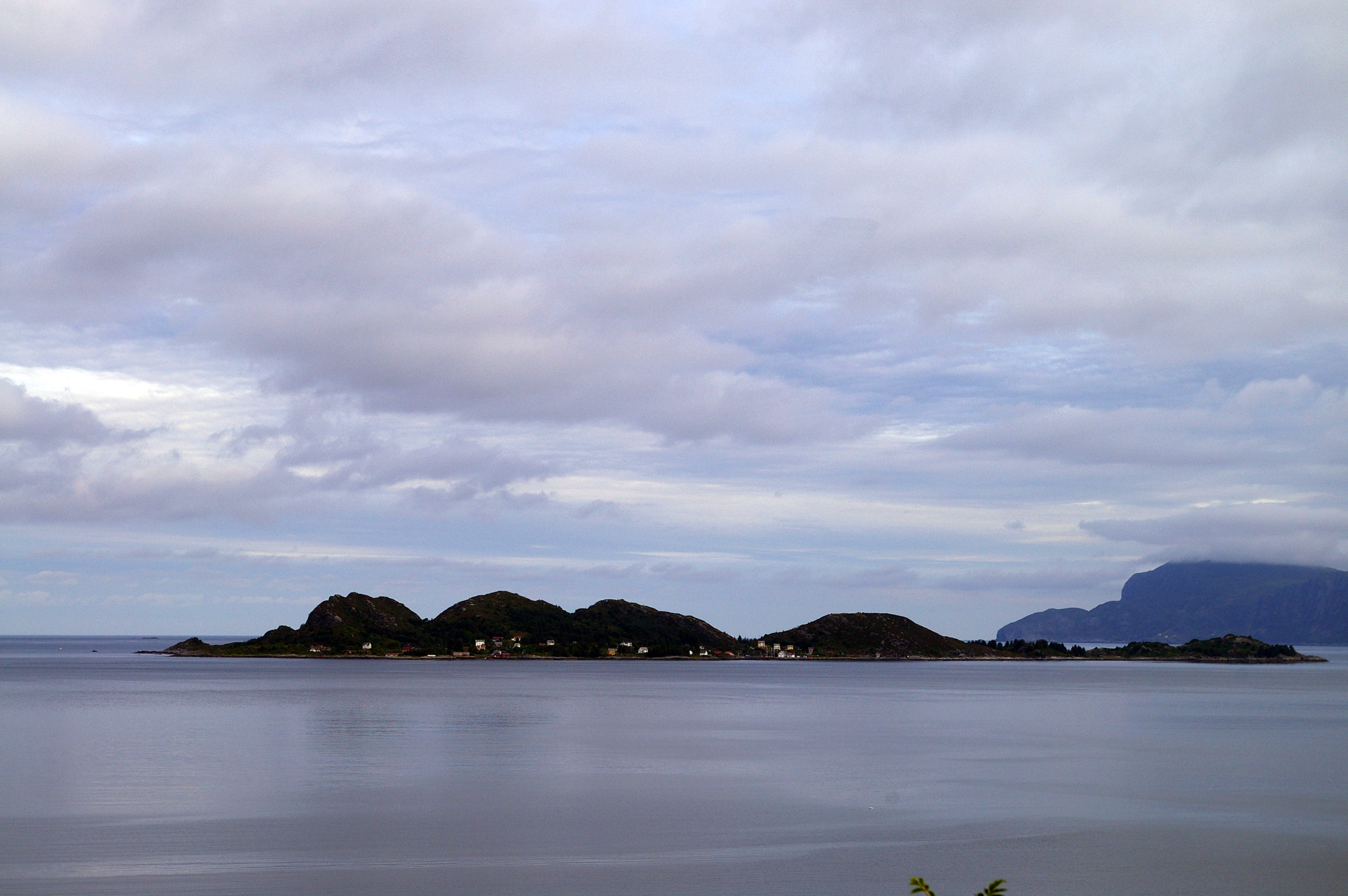
Silda, Blick von Osten

Silda liegt etwa 2 km östlich der wesentlich größeren Insel Vågsøy, nach der die Gemeinde benannt ist, und nördlich der Nordeinfahrt in den Ulvesund, der Vågsøya vom Festland trennt und die Sildegap-Bucht mit dem Vågsfjord und so mit dem Nordfjord im Süden verbindet. 2,5 km weiter östlich in der Sildegap liegt die Insel Barmøya, die zur Kommune Selje gehört.
Silda ist 1,4 km lang und 1,0 km breit und hat eine Gesamtfläche von 1,1 km². Höchster Punkt ist der Gipfel des Vardehaugen in der Inselmitte mit 98 m. Die Küste ist durch viele kleine Einschnitte und Halbinseln stark gegliedert und insgesamt 7 km lang. Auf allen Seiten, ausgenommen im Osten, sind ihr zahlreiche kleine Schären vorgelagert. Im Norden liegt die kleine, etwa 400 × 200 m große Nachbarinsel Sildekruna, nur durch einen 15 m breiten Sund von Silda getrennt. Im Südosten, auch nur 25 m von der Hauptinsel entfernt, liegt die 300 × 100 m kleine Insel Varden, die den Südhafen von Silde wie eine Mole schützt. Der größere Nordhafen liegt im Nordteil des Ostufers und ist durch zwei Molen und ein Leuchtfeuer gesichert.

## Nutzung
Der Name der Insel ist abgeleitet von dem norwegischen Wort sild (= Hering) und Silda war lange Zeit eine wichtige Fischereisiedlung. Die Bevölkerung der Insel, einst rund 150 Personen, die nebenbei auch Landwirtschaft betrieben, schrumpfte nach dem Zweiten Weltkrieg ganz erheblich. Im Jahre 2001 waren es noch 38, und heute sind es nur noch rund ein Dutzend, die das gesamte Jahr über auf Silda leben. Im Sommer wird die Insel jedoch von mehreren hundert Menschen bevölkert, die die vielen Ferienhäuser und Hytten und das Restaurant Skjærbuda am Südhafen nutzen. Abgesehen von ein paar Traktoren ist die Insel „autofrei“ und man bewegt sich zu Fuß oder per Fahrrad. Ein fester Weg verläuft entlang dem Ostufer, wo die Mehrheit der Ferienhäuser und ‑hütten steht, und ein Wanderweg führt um die ganze Insel. Eine mehrmals tägliche, fahrplanmäßige, 15–20 Minuten dauernde Bootsverbindung besteht zum etwa 12 km entfernten Måløy, dem Hauptort der Gemeinde Vågsøy.

## Geschichte
Silda war 1800–1810 während der Napoleonischen Kriege eine Küstenwachstation mit dort stationierten Kanonenbooten. Am 23. Juli 1810, während des sogenannten Kanonenbootkriegs zwischen Großbritannien und Dänemark-Norwegen, kam es zwischen Vågsøya und Silda zum Seegefecht bei Silda, in dessen Verlauf zwei britische Fregatten zwei dänisch-norwegische Kanonenschoner erbeuteten.